# Višňová (Libereci járás)
Višňová település Csehországban, Libereci járásban. Višňová Pertoltice, Kunratice, Černousy, Bulovka, Frýdlant, Bogatynia és Kostrzyna, Lower Silesian Voivodeship településekkel határos. Lakosainak száma 1350 fő (2024. január 1.).

## Népesség
A település lakosságának változását az alábbi diagram mutatja:
| Lakosok száma | 3000 | 2808 | 3029 | 1861 | 1543 | 1338 | 1336 | 1331 | 1353 | 1350 |
|               | 1869 | 1890 | 1921 | 1950 | 1980 | 2001 | 2017 | 2019 | 2022 | 2024 |